# Pretty Cure
Pretty Cure (プリキュアシリーズ, Purikyua Shirīzu) és una franquícia d'anime de noies màgiques japonesa creada per Izumi Todo i Bandai i produïda per Asahi Broadcasting Corporation, Asatsu-DK, Toei Animation i Bandai. Cada sèrie gira al voltant d'un grup de noies màgiques conegudes com Pretty Cure que lluiten contra les forces del mal.
Va començar el febrer de 2004 amb l'anime Futari wa Pretty Cure, i d'ençà de llavors s'han emès més de 850 episodis de diferents animes, així com pel·lícules, mangues, joguines i videojocs. La seva iteració més recent, Soaring Sky! Pretty Cure va començar a emetre's el febrer de 2023 al bloc de televisió infantil de TV Asahi de diumenge al matí.

## Visió general
Cada sèrie se centra en un grup de noies adolescents que reben objectes especials que els permeten transformar-se en guerreres llegendàries conegudes com Pretty Cure. Amb l'ajuda d'unes criatures que es coneixen com a fades, les Pretty Cure fan servir els seus poders màgics i la seva força millorada per lluitar contra les forces del mal que creen monstres per portar la misèria a la Terra. A mesura que la sèrie avança i apareixen enemics més forts, les Cure guanyen nous objectes màgics, noves habilitats i, de vegades, nous aliats per ajudar-les en la seva lluita contra el mal.

## Sèrie principal
Actualment hi ha vint sèries de televisió d'anime a la franquícia, dues de les quals són seqüeles directes de les seves sèries anteriors. El primer anime, Futari wa Pretty Cure, ha estat emès a Espanya al canal Clan TVE.
Cada sèrie ha rebut una adaptació de manga il·lustrada per Futago Kamikita, que es publica a la revista Nakayoshi shoujo de Kodansha juntament amb l'anime.
| Núm. | Núm.  | Nom                               | Generació | Emissió      | Episodis | Director                    | Ref         |
| ---- | ----- | --------------------------------- | --------- | ------------ | -------- | --------------------------- | ----------- |
|      | 1     | Futari wa Pretty Cure             | 1a        | 2004–2005    | 49       | Daisuke Nishio              |             |
|      | 2     | Futari wa Pretty Cure Max Heart   | 1a        | 2005–2006    | 47       | Daisuke Nishio              |             |
|      | 3     | Futari wa Pretty Cure Splash Star | 2a        | 2006–2007    | 49       | Toshiaki Komura             |             |
|      | 4     | Yes! PreCure 5                    | 3a        | 2007–2008    | 49       | Toshiaki Komura             |             |
|      | 5     | Yes! PreCure 5 GoGo!              | 3a        | 2008–2009    | 48       | Toshiaki Komura             |             |
|      | 6     | Fresh Pretty Cure!                | 4a        | 2009–2010    | 50       | Junji Shimizu, Akifumi Zako |             |
|      | 7     | HeartCatch PreCure!               | 5a        | 2010–2011    | 49       | Tatsuya Nagamine            |             |
|      | 8     | Suite PreCure                     | 6a        | 2011–2012    | 48       | Munehisa Sakai              |             |
|      | 9     | Smile PreCure!                    | 7a        | 2012–2013    | 48       | Takashi Otsuka              |             |
|      | 10    | DokiDoki! PreCure                 | 8a        | 2013–2014    | 49       | Go Koga                     | [ 1 ] [ 2 ] |
|      | 11    | HappinessCharge PreCure!          | 9a        | 2014–2015    | 49       | Tatsuya Nagamine            |             |
|      | 12    | Go! Princess PreCure              | 10a       | 2015–2016    | 50       | Yuta Tanaka                 | [ 3 ] [ 4 ] |
|      | 13    | Witchy PreCure!                   | 11a       | 2016–2017    | 50       | Masato Mitsuka              | [ 5 ] [ 6 ] |
|      | 14    | Kirakira Pretty Cure a la Mode    | 12a       | 2017–2018    | 49       | Kohei Kureta, Yukio Kaizawa | [ 7 ]       |
|      | 15    | Hug! Pretty Cure                  | 13a       | 2018–2019    | 49       | Junichi Sato, Akifumi Zako  | [ 8 ] [ 9 ] |
|      | 16    | Star Twinkle PreCure              | 14a       | 2019–2020    | 49       | Hiroaki Miyamoto            | [ 10 ]      |
|      | 17    | Healin' Good Pretty Cure          | 15a       | 2020–2021    | 45       | Yoko Ikeda                  |             |
|      | 18    | Tropical-Rouge! Pretty Cure       | 16a       | 2021–2022    | 46       | Yutaka Tsuchida             |             |
|      | 19    | Delicious Party Pretty Cure       | 17a       | 2022–2023    | 45       | Toshinori Fukasawa          |             |
|      | 20    | Soaring Sky! Pretty Cure          | 18a       | 2023-2024    | TBA      | Koji Ogawa                  | [ 11 ]      |
|      | Total | 20                                | 18        | 2004-present | 918      | 20                          | 20          |